# هانز رايسنر
هانز يايكوب رايسنر (بالألمانية: Hans Jacob Reissner)‏ (18 يناير 1874 - 2 أكتوبر 1967) هو مهندس طيران ألماني، كانت هوايته الفيزياء الرياضية. تم منحه وسام الصليب الحديدي من الصف الثاني خلال الحرب العالمية الأولى لأعماله الريادية في تصميم الطائرات.

## خلفية
خلال الرايخ الثالث كان راسينر قادراً على العمل في صناعة الطائرات على الرغم من أنه لم يكن لديه Arierzeugnis. في عام 1938 هاجر رايسنر إلى الولايات المتحدة، حيث عمل أستاذاً في معهد إلينوي للتقنية (من عام 1938 حتى عام 1944)، ومعهد البوليتكنيك في بروكلين (من عام 1944 حتى عام 1954).
رايسنر الذي كان مهندساً هو أول من استطاع حل معادلة أينشتاين لمترية كتلة نقطية مشحونة. حيث أظهرت مترية رايسنر-نوردستروم بأن الإلكترون يملك تفرداً مجرداً بدلاً من أفق الحدث.

## وصلات خارجية
- أوراق هانز رايسنر (بالإنجليزية)